# Медник чорновусий
Медник чорновусий (Bolemoreus frenatus) — вид горобцеподібних птахів родини медолюбових (Meliphagidae). Ендемік Австралії.

## Таксономія
Медник чорновусий описаний у 1874 році австралійським орнітологом Едвардом Пірсоном Рамзі як Ptilotis frenata. Видовий епітет frenata походить від латинського слова, що означає «вуздечка», посилаючись на позначки на лицьовій частині та основі дзьоба.
Тривалий час вважався частиною роду Lichenostomus. Вид перенесли до роду Ptilotula після того, як молекулярно-філогенетичний аналіз, опублікований у 2011 році, показав, що Lichenostomus був поліфілетичним.

## Поширення
Птах трапляється у тропічних лісах на плато Атертон у північно-східному Квінсленді. Мешкає у високогірних тропічних лісах і вологих евкаліптових лісах на висоті понад 300 метрів. Взимку він спускається до нижчих лісів, включаючи мангрові зарості, і іноді його можна побачити у більш відкритих місцях існування.

## Опис
Це темний медолюб від середнього до великого розміру з білою смушкою за вухами та двоколірним дзьобом. Має блакитне око з жовтою лінією внизу та білою лінією позаду, жовтий пучок на вусі та велика біло-сіра пляма збоку на шиї.

## Спосіб життя
Харчується нектаром омели білої, пандануса і зонтичного дерева. Вони також їдять жуків та інших комах, як правило, у середніх шарах лісу. У період розмноження ці птахи стають досить агресивними, часто нападають один на одного.